# 하쿠 신쿤
하쿠 신쿤(일본어: 白 眞勲, 1958년 12월 8일~) 또는 백진훈(白眞勲)은 일본의 정치인이다. 아버지가 한국인, 어머니는 일본인으로, 아버지 성에 따라 일본식 이름을 쓰지 않고, 한국 이름을 일본발음으로 읽은 하쿠 신쿤의 이름으로 활동한다.

## 약력
니혼 대학에서 건축공학을 전공하였다. 1985년 조선일보 도쿄지국장을 역임하기도 했으며, 1986년에는 연세대학교 한국어학당에서 한국어를 공부하였다. 2003년에 국적을 일본으로 바꾸었고, 2004년 참의원선거에서 비례대표로 민주당 의원으로 당선되었다.
딸인 미야자키 레이카는 배우 겸 모델로 활동하고 있다. 미야자키는 어머니의 성을 따른 것으로, 이는 부모의 이혼에 의한 것이다.

## 같이 보기
- 아라이 쇼케이